# Hemiergis
Hemiergis es un género de lagartos perteneciente a la familia Scincidae. Se distribuyen por Australia.

## Especies
Según The Reptile Database:
- Hemiergis decresiensis (Cuvier, 1829)
- Hemiergis gracilipes (Steindachner, 1870)
- Hemiergis initialis (Werner, 1910)
- Hemiergis millewae Coventry, 1976
- Hemiergis peronii (Gray, 1831)
- Hemiergis quadrilineata (Duméril & Bibron, 1839)
- Hemiergis talbingoensis Copland, 1946